# Georg Traar
Georg Traar (* 5. Juli 1899 in Neusach / Weißensee (Kärnten); † 4. September 1980 in Purkersdorf) war ein österreichischer evangelisch-lutherischer Jugendpfarrer und Superintendent.

## Leben und Wirken
Traar studierte nach Erlangung seiner Hochschulreife Evangelische Theologie. Danach wurde er in das Vikariat der Österreichischen Kirche A.B. übernommen und nach Ablegung des Zweiten Theologischen Examens zum Pfarrer ordiniert. Schon als Theologiestudent hat er sich der Arbeit mit jungen Menschen verpflichtet gefühlt, für die er den Bund Kreuzfahrer ins Leben rief – ein Vorläufer des späteren Evangelischen Jugendwerks. Erstmals 1927 wurde durch seine Initiative als Jugendpfarrer eine „Evangelische Woche“ an der Universität Wien gehalten, mit der den evangelischen Studenten Glaubensfragen in akademischer Weise nahegebracht wurden. Diese Veranstaltungen des Bildungswerkes spiegelten in der Zeit des Ständestaats und der nachfolgenden NS-Periode auch das Verhalten des österreichischen Protestantismus im Land wider.
Seit 1926 beteiligte sich Traar an der Evangelischen Allianz in Wien. In der Nachkriegszeit war er neben dem Baptistenprediger Arnold Köster die leitende Persönlichkeit. Ein bei einer Allianz-Sitzung gehaltenes Referat wird in den Protokollen ausführlich wiedergegeben: Traar sprach am 6. März 1944 über „Gottes Walten im Rahmen der Welt“.
Bereits während des Zweiten Weltkrieges gründete Traar das Evangelische Hilfswerk, das auch nach der Befreiung vom Nationalsozialismus eine wichtige diakonische Funktion erfüllte. Fast im Alleingang und gegen mancherlei Widerstand gelang es ihm, nach 1945 die evangelische Schule am Karlsplatz wieder aufzubauen.
Im Jahre 1946 wurde Traar zum Superintendenten der Diözese Wien gewählt – ein Amt, das er ein Vierteljahrhundert innehatte. Sein besonderes Interesse galt dem Presse- und Rundfunkwesen. Der Obmann des Presseverbandes war er bis 1977. Ebenso lagen ihm die ökumenischen Beziehungen zu anderen Kirchen am Herzen, die er tatkräftig förderte. 1961 nahm er teil an der I. Allchristlichen Friedensversammlung der Christlichen Friedenskonferenz in Prag. Zahlreiche ökumenische Gäste wurden von ihm begrüßt und betreut, wie das Grußwort zum 50-jährigen Bestehen der Schweden-Mission für Israel in Wien (1972) sichtbar macht.

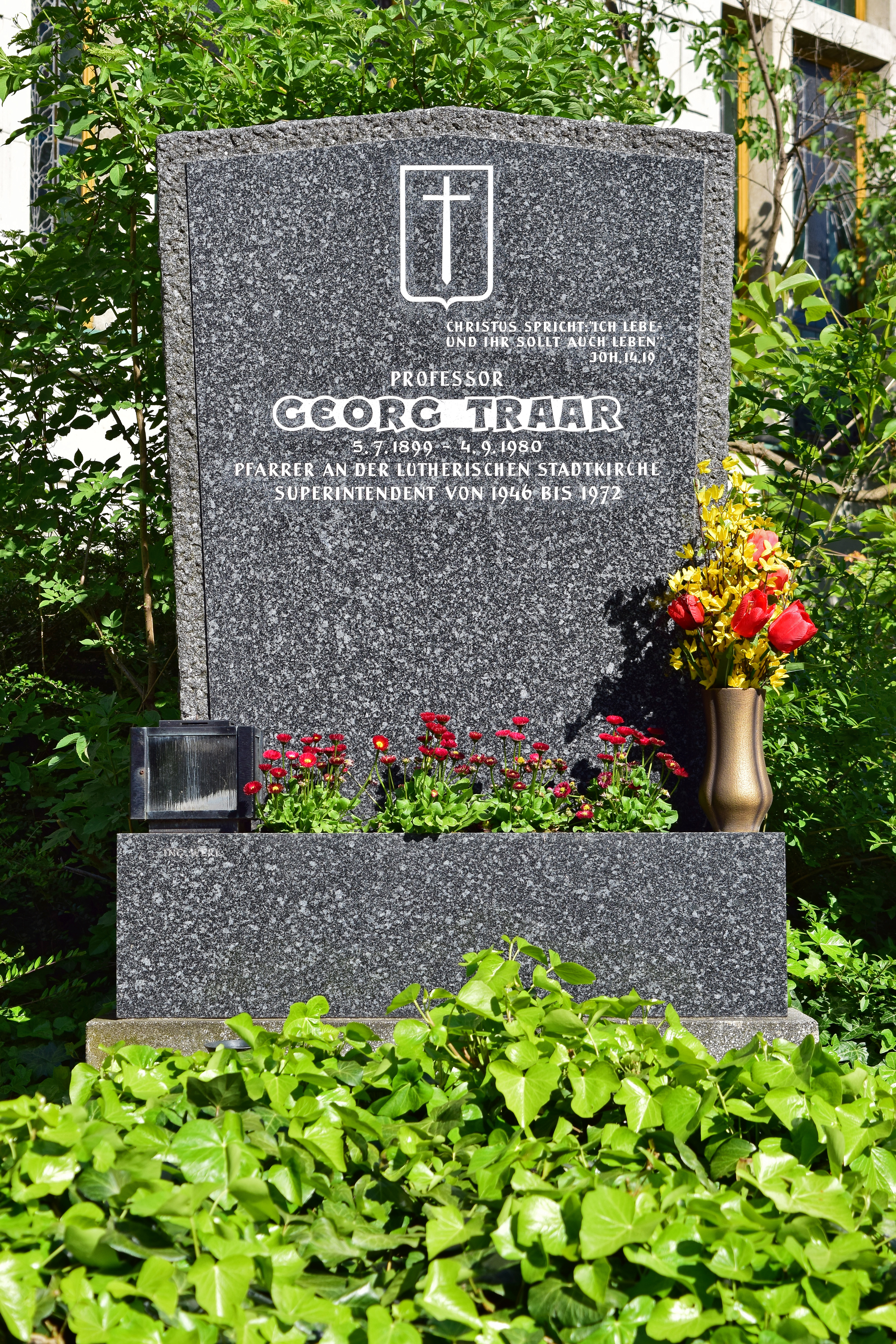
Grab am Wiener Zentralfriedhof

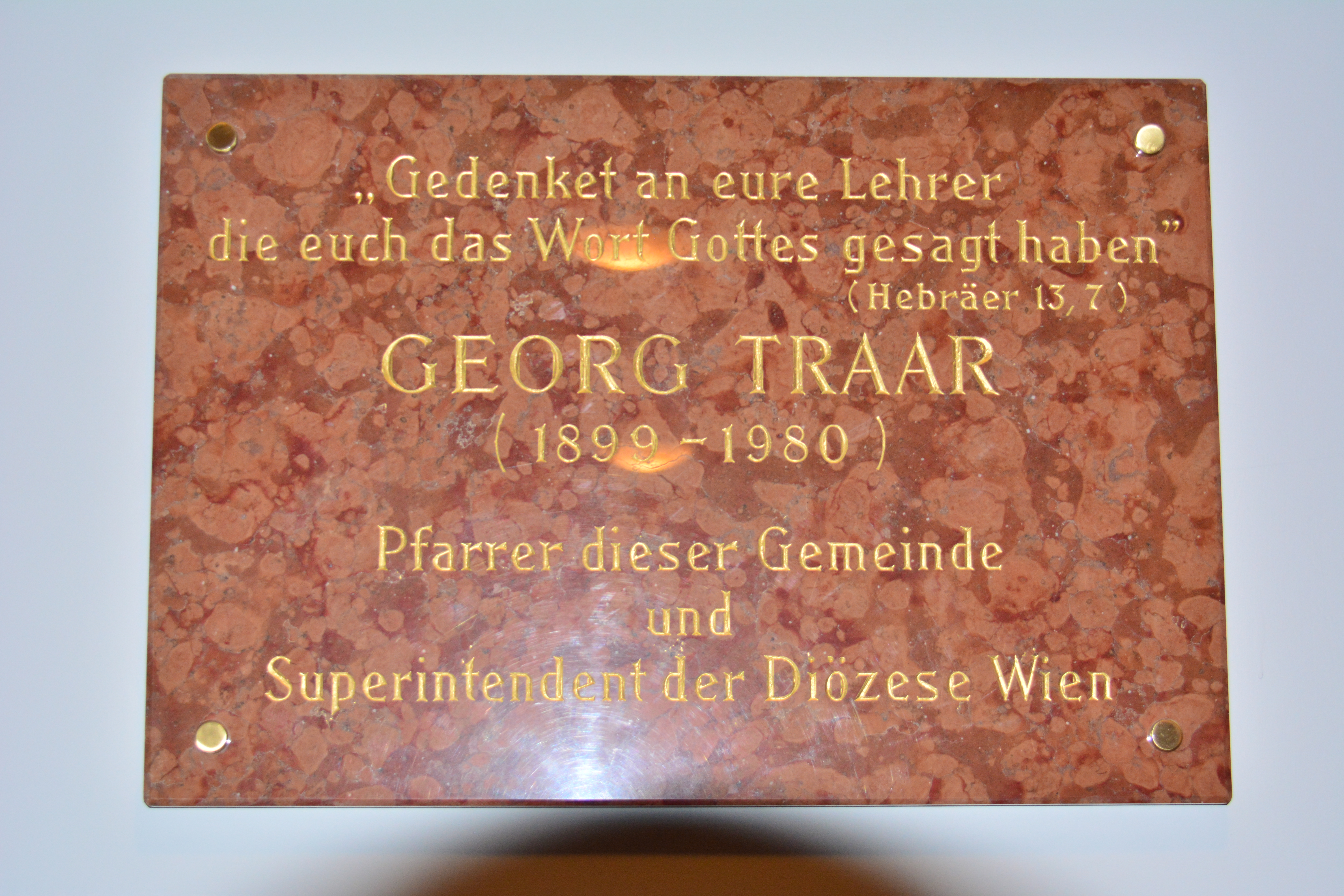
Gedenktafel für Georg Traar (Wien, Dorotheergasse 18, Lutherische Stadtkirche)

Traar wurde im evangelischen Friedhof am Wiener Zentralfriedhof in einem ehrenhalber gewidmeten Grab beigesetzt.

## Schriften
- Kirche im Gespräch (1974). Vorträge der Evangelischen Woche. 1974
- Eine Wolke von Zeugen. Evangelischer Pressverband in Österreich, Wien 1967
- Sonderpostmarke 450 Jahre: Beginn der Reformation. Österreichische Staatsdruckerei, [Wien] 1967
- Kirche im Gespräch (1964/65). Vorträge der Evangelischen Woche. [1966]
- Heinrich Hauck: Kirchengeschichte für den evangelischen Religionsunterricht an Unter-Mittelschulen und Hauptschulen in Österreich. Evangelischer Pressverband in Österreich, Wien [1964], 2. Aufl. Neu durchges., bearb. u. erg. von Georg Traar
- Kirche im Gespräch (1963). Weltweite Horizonte. 1964
- Die evangelische Kirche in Österreich. Evang. Pressverb. in Österreich, Wien [1963], 2., verm. Aufl.
- Glaubenszeugen aus Österreich. Gustav-Adolf-Werk, [Kassel, um 1962]
- Um Freiheit und Recht. Evang. Pressverband in Oesterreich, Wien [1957]
- Sonderpostmarkenserie zugunsten des Wiederaufbaues der Evangelischen Schule, Wien-Karlsplatz,  Österreichische Staatsdruckerei, [Wien] [19]53
- Der kleine Katechismus Doktor Martin Luthers. Evangelischer Pressverband in Österreich, [Wien] 1952
- Jugend und Wort. Evangelisches Landesjugendpfarramt, Wien

### Reden und Aufsätze
- Erasmus Tschernembl, der adelige Kämpfer für das Evangelium. In: Glaube und Heimat, 1976
- Christusbote – Vierteljahresbrief der Schwedischen Mission für Israel, Jubiläumsausgabe "50 Jahre Schwedische Mission in Wien", 1972